# Yavne-Yam
Yavne-Yam (en hebreo: יבנה ים‎, también deletreado Yavneh-Yam, literalmente Yavne-Mar) o Minet Rubin (árabe, literalmente Puerto de Rubin, en referencia al bíblico Rubén; en griego: Ἰαμνιτῶν Λιμήν) es un yacimiento arqueológico situado en la llanura costera de Israel,  a unos 15 km al sur de Tel Aviv, construido sobre colinas de eolianita, junto a un pequeño promontorio que constituye el único fondeadero capaz de dar cobijo a las embarcaciones marítimas entre Jafa y la Sinaí.  Yavne-Yam destaca por su papel como puerto de la antigua Yavne. Las excavaciones llevadas a cabo por la Universidad de Tel Aviv desde 1992 han revelado una ocupación continua desde el segundo milenio a. C. hasta la Edad Media; el famoso óstracó de Yavne-Yam lleva el nombre del lugar.

## Historia

### Edad del Bronce y del Hierro
Las prospecciones y excavaciones llevadas a cabo en Yavne-Yam durante las décadas de 1950 y 1960 han revelado la existencia de un gran emplazamiento fortificado, consistente en un recinto cuadrado con murallas independientes y marcado por puertas fortificadas, que data de la Edad del Bronce Media y Final, durante el segundo milenio a. C. Esto también ha sido confirmado por los estudios submarinos realizados en el puerto, que han descubierto cerámica característica de la época. Yavne-Yam puede ser la ciudad costera de Muḫḫazu (mHz) mencionada en las cartas de Amarna, nombre que recuerda a la palabra aramea para puerto. Estuvo habitada a finales de la Edad del Hierro, como atestiguan la cerámica y los escarabeos de egipcios hallados en el lugar, así como el descubrimiento de cerámica griega oriental y varios ostraca con inscripciones hebreas en el cercano Mesad Hashavyahu. Al parecer, a finales del siglo VII a. C., la región pasó del control egipcio al del Reino de Judea, y fue poblada por israelitas, cananeos, fenicios y quizá incluso a los griegos..

### Puerto helenístico

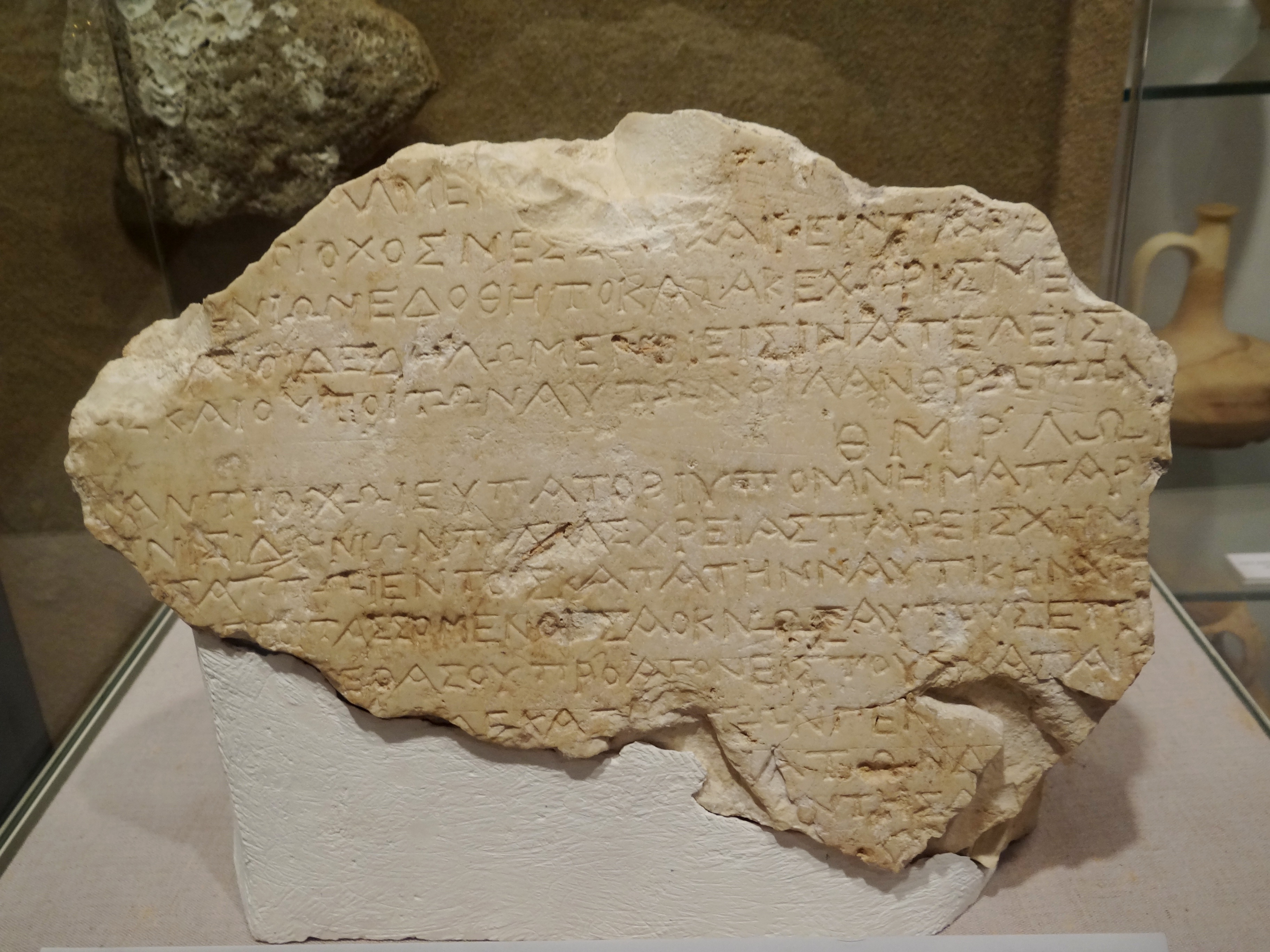
Inscripción que documenta la correspondencia entre Antíoco V Eupátor y la comunidad sidonia de Yavne-Yam.

La cultura material descubierta en el yacimiento sugiere que, bajo el dominio del Imperio aqueménida, Yavne-Yam estuvo habitada por fenicios procedentes de Sidón, lo que revela también una fuerte influencia helénica. La conquista del Levante mediterráneo por parte de Alejandro Magno magnificó tales efectos, y Yavne-Yam muestra la prosperidad y la helenización creciente de la población resultantes de los cambios políticos provocados Imperio seléucida.
Fue esta helenización la que condujo finalmente al conflicto seléucida-judío del siglo II a. C. Lo que empezó como tensiones entre judíos helenizados y judíos no practicante en el 166 a. C. estalló en una revuelta abierta contra el Imperio seléucida. Ciudades que habían sido completamente helenizadas, como Yavne (Iamnia) y Yavne-Yam, sufrieron la peor parte de la revuelta de los macabeos. Según el Segundo libro de los Macabeos, Judas Macabeo, primer líder de la revuelta, «atacó a la gente de Jamnia por la noche y prendió fuego al puerto y a la flota, de modo que el resplandor de la luz se vio en Jerusalén, a treinta millas de distancia». Sin embargo, los descubrimientos en el yacimiento y en otros lugares ponen en duda esta versión. Durante un estudio preliminar realizado en diciembre de 1986, se encontró en Yavne-Yam una inscripción griega fragmentaria que documenta la correspondencia entre el rey seléucida Antíoco V Eupátor y la comunidad sidonia local. Fechada en el verano del año 163 a. C., revela la larga cooperación de la ciudad con las autoridades seléucidas, en una época en la que el interior de Yavne era conocido como base de operaciones contra los rebeldes.{({biblia|1 Macabeos|5:58-59}}) Además, el descubrimiento en Delos de altares erigidos por los ciudadanos de Iamnia y la persistencia de cerámica griega en el registro arqueológico han llevado a los arqueólogos a creer que Yavne-Yam había resistido de hecho los ataques macabeos y siguió siendo una ciudad griega libre durante décadas después de la rebelión. Finalmente, fue saqueada e incorporada al Estado asmoneo a finales del siglo II a. C., durante el gobierno de Juan Hircano o Alejandro Janneo.

### Épocas romana, bizantina e islámica
La independencia judía en Judea llegó a su fin en el siglo I d. C.. y la región quedó gradualmente bajo el control del Imperio romano. Aunque los restos arqueológicos de la época romana son escasos, Yavne-Yam se menciona en la literatura contemporánea, incluidas las obras de Flavio Josefo, Plinio el Viejo y Claudio Ptolomeo. Resurgió como próspero centro comercial durante el periodo bizantino, cuando estaba poblada por cristianos, judíos y samaritanos. En el siglo V, la emperatriz Elia Eudocia patrocinó la construcción de una iglesia y un albergue en la ciudad, que también fue residencia de Pedro el Ibérico, un santo ortodoxo georgiano.
Tras las primeras conquistas musulmanas del siglo VII, el puerto pasó a llamarse mahuz Yibna (puerto de Yavne), mahuz a-tani (segundo puerto, el primero era Ashdod-Yam), o Minet Rubin (puerto de Rubin), por el lugar de enterramiento tradicional de Rubén. Aparecen en las obras de los destacados geógrafos árabes Al-Muqaddasi y Al-Idrisi. Se convirtió en una rábida, un mirador costero fortificado donde se realizaban intercambios de prisioneros con los bizantinos, y en su promontorio meridional se construyó una ciudadela, aún hoy parcialmente visible. La transformación de la ciudad en un puesto militar avanzado provocó la marcha de la población no musulmana.
Por razones desconocidas, el lugar fue abandonado en el siglo XIII No obstante, aparece en varios mapas medievales, como el de Abraham Ortelius de 1584, donde aparece como Jamnia Iudeorum Portus (Jamnia, puerto judío). de 1584, donde aparece como Jamnia Iudeorum Portus (Jamnia, el puerto judío).

## Excavaciones
Reconocida y explorada durante las décadas de 1950 y 1960, Yavne-Yam fue excavada por primera vez entre 1967 y 1969 por el arqueólogo del distrito de Tel Aviv Jacob Kaplan. Concentrándose en las fortificaciones del perímetro, Kaplan desenterró varias puertas superpuestas que databan de la Edad del Bronce Media y Final. Las excavaciones de la Universidad de Tel Aviv se reanudaron en 1992, bajo la dirección del profesor Moshe Fischer. Estas siguen en curso y se centran en la costa, la bahía y el promontorio. En 2007, se descubrió en el yacimiento una villa bizantina del siglo VI con un suelo de mosaico que representaba árboles y cestas de fruta. Las excavaciones realizadas en el promontorio en 2011 revelaron la existencia de una casa de baños de estilo romano dentro de las fortificaciones de principios del periodo islámico del siglo IX. El uso de tecnología romana en una fecha tan tardía era desconocido hasta entonces. También es el único ejemplo conocido de una casa de baños en una fortaleza islámica.
Desde 1980 también se han realizado prospecciones submarinas en el puerto. En 2008, un socorrista que buceaba en el lugar encontró un Ophthalmos, un disco de mármol del siglo IV o V a. C. de 20 cm de diámetro. Semejante a un ojo, adornaba la proa de los barcos antiguos y se suponía que protegía a las naves del mal de ojo, la envidia y el peligro, al tiempo que ayudaba a la navegación. Ese mismo año, Moshe Fisher e Itamar Taxal, en nombre del Instituto de Arqueología de la Universidad de Tel-Aviv, llevaron a cabo investigaciones arqueológicas en el yacimiento.
Los principales hallazgos de Yavne-Yam y sus alrededores se exponen en Beit-Miriam, el museo del cercano kibutz Palmajim.